# Juan Carlos I. (polární stanice)
Antarktická polární základna Juana Carlose I., pojmenovaná po španělském králi, Juanu Carlosovi I., (španělsky Base Antártica Española Juan Carlos Primero) je španělská sezonní vědecká stanice v provozu od listopadu do března, jejíž provoz byl zahájen v lednu 1988. Nachází se na poloostrově Hurd, na Livingstonově ostrově v Jižních Shetlandách v Antarktidě.

## Poloha
Základna leží na pobřeží Española Cove, Jižní záliv, na severním úpatí hory královny Sofie a 2,7 km jiho-jihozápadně od bulharské základny sv. Klimenta Ohridského. Obě základny jsou vzájemně spojeny 5,5 km pozemní cesty směrem k ledovci Johnsons, průrvě Charrua, ledovci Contell a Krum Rock.
- Ivanov, L. General Geography and History of Livingston Island. In: Bulgarian Antarctic Research: A Synthesis. Eds. C. Pimpirev and N. Chipev. Sofia: St. Kliment Ohridski University Press, 2015. pp. 17-28. ISBN 978-954-07-3939-7

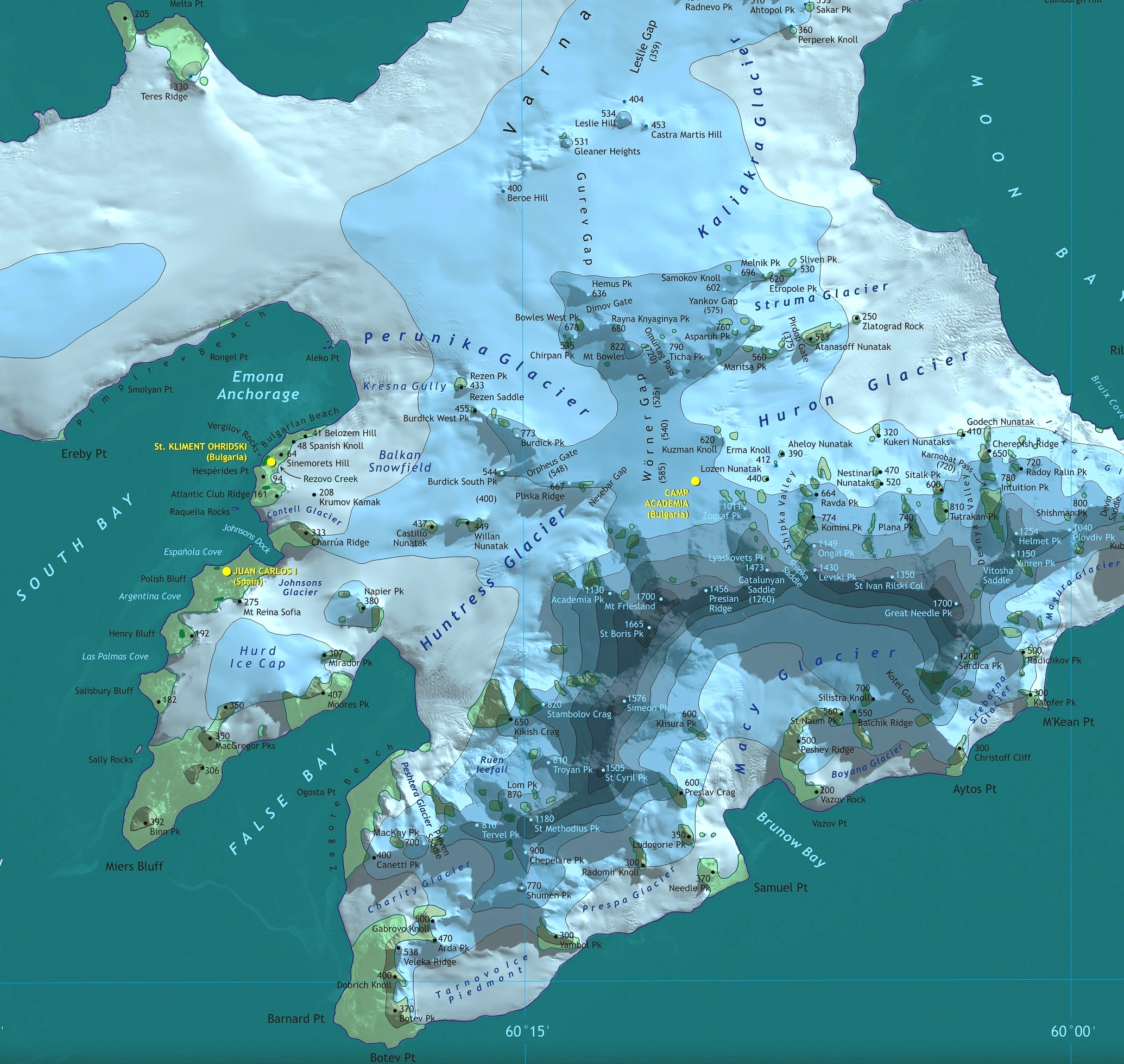
Poloostrov Hurd s vyznačenou základnou Juana Carlose a dvěma bulharskými základnami
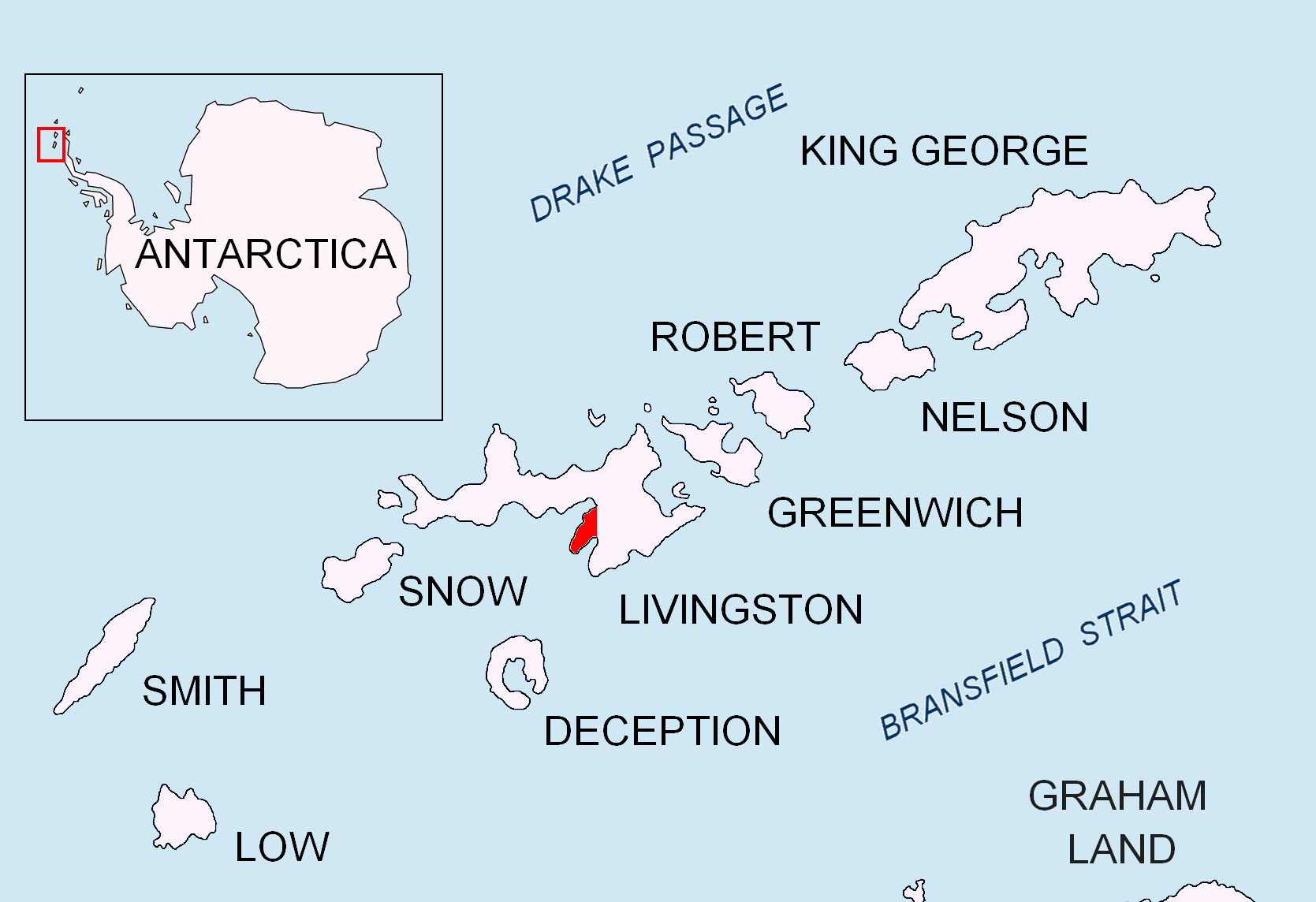
Poloha poloostrova Hurd na ostrově Livingston v Jižních Shetlandách.
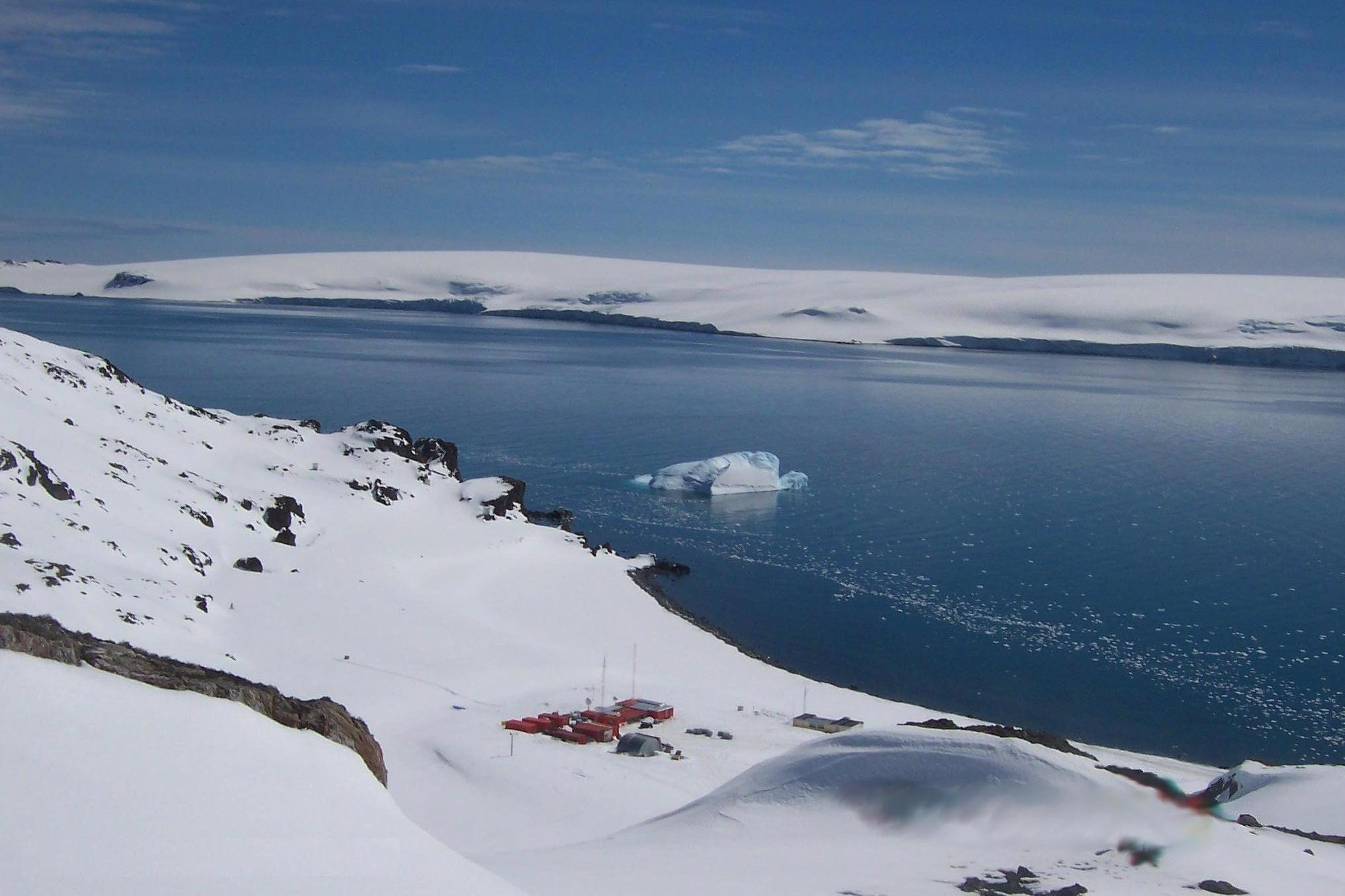
Základna Juan Carlos I, s Jižním zálivem a Ereby Point na pozadí.
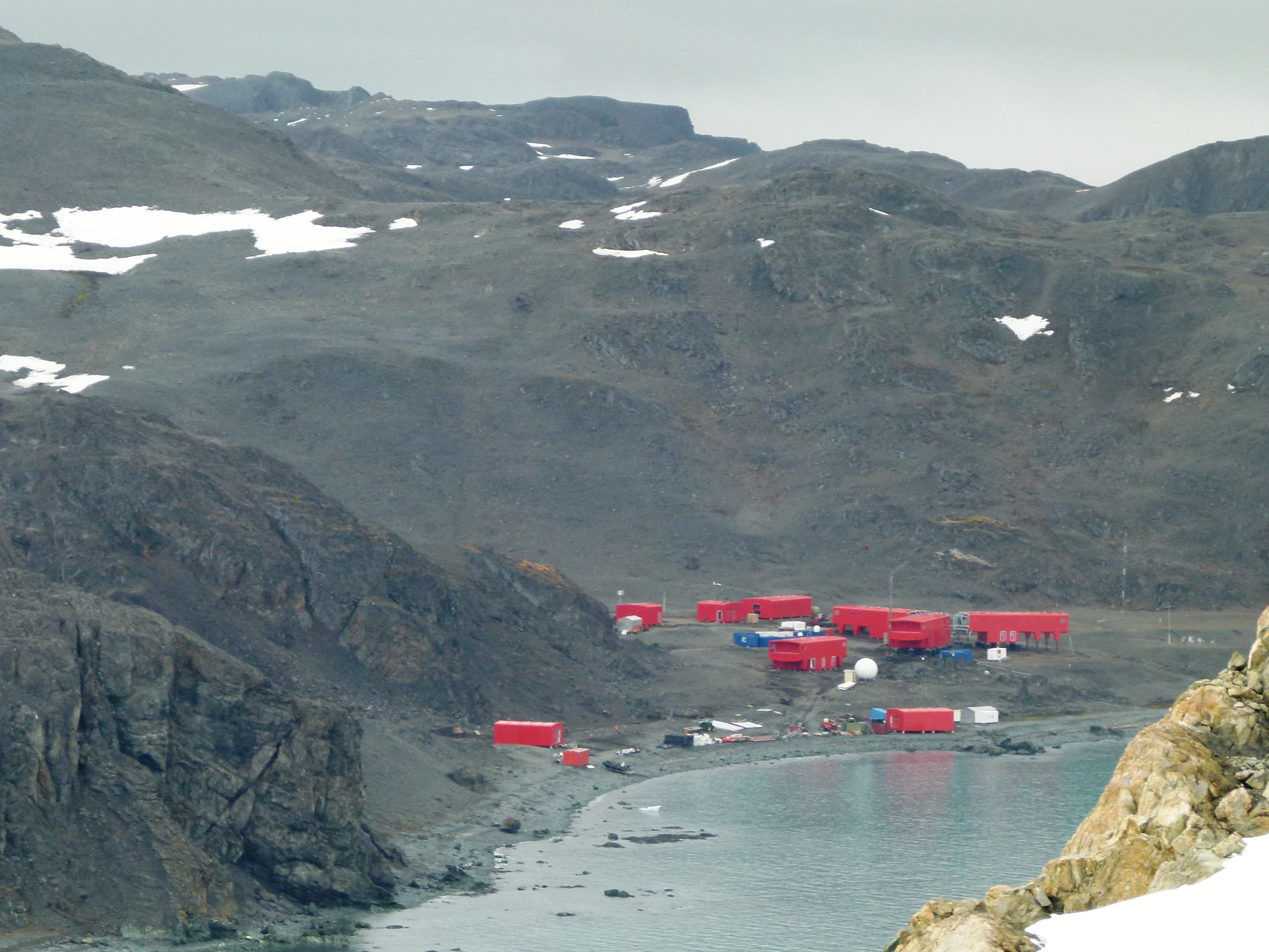
Všechny nové součásti základny (2011).